# Pavlovci (Ruma, Srbija)
Pavlovci (ćir.: Павловци) su naselje u općini Ruma u Srijemskom okrugu u Vojvodini.

## Stanovništvo
Prema popisu stanovništva iz 2002. godine u naselju Pavlovci živi 460 stanovnika, od čega 388 punoljetnih stanovnika s prosječnom starosti od 44,5 godina (43,7 kod muškaraca i 45,2 kod žena). U naselju ima 175 domaćinstva, a prosječan broj članova po domaćinstvu je 2,63.
Prema popisu iz 1991. godine u naselju je živjelo 404 stanovnika.
| Etnički sastav 2002. |            |        |
| Narod                | Stanovnika |        |
| Srbi                 | 432        | 93,91% |
| Hrvati               | 3          | 0,65%  |
| Mađari               | 2          | 0,43%  |
| Slovenci             | 1          | 0,21%  |
| Ukrajinci            | 1          | 0,21%  |
| Muslimani            | 1          | 0,21%  |
| Bugari               | 1          | 0,21%  |
| nepoznato            | 14         | 3,04%  |

| broj stanovnika | 470   | 487   | 528   | 493   | 424   | 404   | 460   |
|                 | 1948. | 1953. | 1961. | 1971. | 1981. | 1991. | 2001. |

## Vanjske poveznice
- Karte, položaj vremenska prognoza
- Satelitska snimka naselja  Arhivirana inačica izvorne stranice od 5. ožujka 2021. (Wayback Machine)